# Concavocephalus
Concavocephalus és un gènere d'aranyes araneomorfes de la subfamilia Erigoninae, dins de la família Linyphiidae.
Fou descrit per primera vegada per Kiril Ieskov l'any 1989.
Es pot trobar a Rússia.

## Llista d'espècies
Segons The World Spider Catalog 12.0:
- Concavocephalus eskovi Marusik & Tanasevitch, 2003
- Concavocephalus rubens Eskov, 1989 (Espècie tipus)